# Chambeugle
Chambeugle ist eine Commune déléguée in der französischen Gemeinde Charny Orée de Puisaye mit 59 Einwohnern (Stand: 1. Januar 2022) im Département Yonne in der Region Bourgogne-Franche-Comté.
Von 1996 bis 2014 gehörte Chambeugle zur Communauté de communes de la Région de Charny.
Chambeugle wurde am 1. Januar 2016 mit 13 weiteren Gemeinden, namentlich Charny, Chêne-Arnoult, Chevillon, Dicy, Fontenouilles, Grandchamp, Malicorne, Marchais-Beton, Perreux, Prunoy, Saint-Denis-sur-Ouanne, Saint-Martin-sur-Ouanne, Villefranche zur Commune nouvelle Charny Orée de Puisaye zusammengeschlossen. Die Gemeinde Chambeugle gehörte zum Arrondissement Auxerre und zum Kanton Charny.

## Geographie
Chambeugle liegt etwa 37 Kilometer westnordwestlich von Auxerre am Fluss Cuivre.

## Bevölkerungsentwicklung
| Jahr                      | 1962 | 1968 | 1975 | 1982 | 1990 | 1999 | 2006 | 2013 |
| Einwohner                 | 105  | 86   | 83   | 80   | 53   | 49   | 65   | 53   |
| Quelle: Cassini und INSEE |      |      |      |      |      |      |      |      |

## Sehenswürdigkeiten

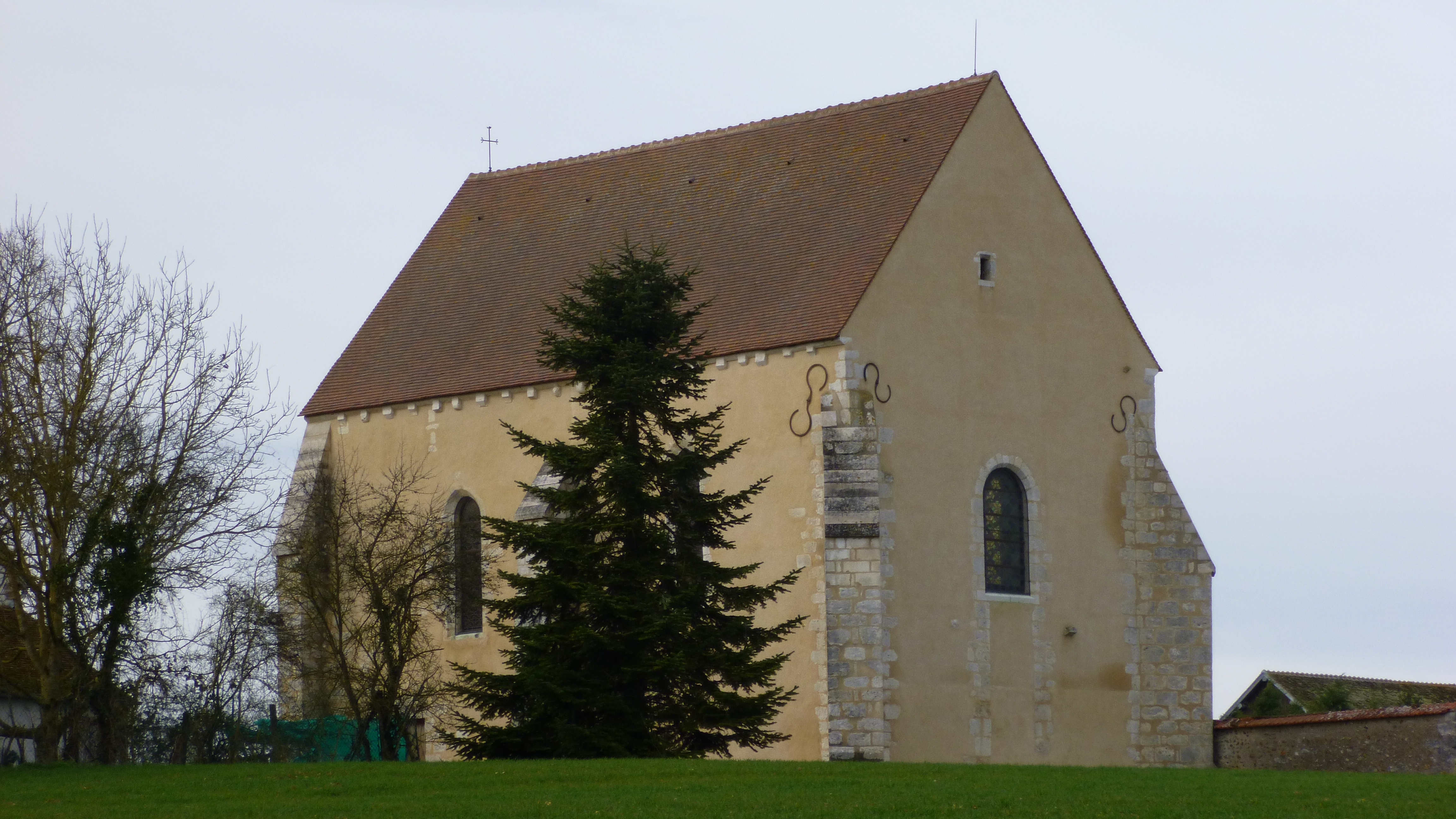
Kapelle des Tempelritterordens

- Kapelle des Tempelritterordens